# South Fork Koyukuk River
Der South Fork Koyukuk River ist ein 263 Kilometer langer linker Nebenfluss des Koyukuk River im US-Bundesstaats Alaska.

## Flusslauf
Der South Fork Koyukuk River entspringt an der Südflanke der Brookskette nördlich des Woodland Echo Pass auf einer Höhe von etwa 1400 m. Er fließt in südwestlicher Richtung durch Nordzentral-Alaska. Bei Flusskilometer 148 kreuzt der Dalton Highway den Fluss. Der South Fork Koyukuk River bildet zahlreiche Flussschlingen. Im Unterlauf durchquert der Fluss die Tiefebene Kanuti Flats. Größere Nebenflüsse von links sind Mosquito Fork, Jim River und Fish Creek. Der South Fork Koyukuk River entwässert ein Areal von etwa 5925 km².

## Flussfauna
Zur Flussfauna des South Fork Koyukuk River gehören Königslachs, Ketalachs, Arktische Äsche und Coregoninae (whitefish).